# Typotex Kiadó
A Typotex Kiadó 1989-ben alapított magyar könyvkiadó. Eredeti profilja a természettudományos, azon belül is elsősorban matematikai és fizikai témájú könyvek kiadása, de mára már erősen bővítette kínálatát, például a pszichológia, a filozófia, kommunikáció, zeneesztétika, valamint a kortárs európai szépirodalom irányába.
A kiadó tevékenységi körébe tartozik a hagyományos könyvkiadás mellett a digitális szövegfeldolgozás, az elektronikus publikálás, továbbá a könyvszakmai, irodalmi adatbázis-építés.

## Tudományos- és szakkönyvkiadás
A könyvek legnagyobb részét tudományos művek, szakkönyvek, felsőfokú tankönyvek képviselik.
Fő tématerületek: matematika (ebben a vonatkozásban az országban első), fizika, filozófia, pszichológia, tudománytörténet, művészetelmélet, zeneelmélet és sokféle interdiszciplináris témakör.
A Typotex Kiadó által jegyzett művek száma elérte a 700-at, évente több, mint 40 új cím jelenik meg. A szerzők között magyar és külföldi tudósok egyaránt megtalálhatók, a fordítók az adott tudományterületeken dolgozó szakemberek.

## Elektronikus publikálás
A kiadónál az elektronikus publikálás bevezetésére 2009-ben került sor – a www.interkonyv.hu oldal az egyik első ilyen jellegű kezdeményezés volt Magyarországon. Az Interkönyv oldalán a könyvek elsősorban PDF, de amennyiben ez lehetséges, EPUB és akár MOBI formátumban, a teljes szövegállományban való kereshetőséggel állnak az olvasók rendelkezésére. 2018 januárja óta az oldal tartalma az MTA KIK EISZ iroda szervezésben előfizetéses adatbázisként is elérhető a felsőoktatási intézmények és közintézmények számára az edu.interkonyv.hu címen.

## Desktop publishing
A világszerte elterjedt, elsősorban természettudományos szövegek szedésére alkalmas TeX szedőprogram magyarítása, terjesztése és alkalmazása volt a cég névadója. Több mint 15 éve létező megrendelések alapján a cég jól ismert a nemzetközi hírű külföldi kiadók folyóirat-szerkesztőségeinek körében is. (Springer Verlag, Birkhäuser Verlag lásd például: www.link.springer.de)

## Adatbázisok
INDEX könyvadatbázis néven, 1993-tól 2000-ig épült a kiadó gondozásában a Magyarországon forgalomban lévő könyvek adatbázisa, az ún. Books-in-Print.
Ez a könyvkereskedelem információs ellátására alkalmas eszköz először floppyn és könyv formátumban, később a német és kelet-európai Books-in-Print részeként CD-n, majd viszonylag korán, 1995-től az interneten is megjelent. Az azóta is működő portált (konyvkereso.hu) jelenleg az országos könyvesbolti hálózattal rendelkező Libri Kft. működteti. Az adatbázisban ma több, mint 180 000 címre lehet keresni, a weboldal látogatóinak száma több millió.
A kiadó fejlesztésében készült el 1999-ben a Magyar Irodalmi Művek Fordításainak Adatbázisa is. Törzsanyagában az 1945 óta megjelent, magyarból fordított szépirodalmi műveket tartalmazza. Az adatbázisban jelenleg több, mint 6000 műcím szerepel. A naprakész adatbázis strukturáltsága évek óta kielégítő.

## Cégvezetés
A Typotex alapítója és ügyvezető igazgatója Votisky Zsuzsa volt. 2014 óta mellette Németh Kinga, korábbi főszerkesztő látta el az ügyvezetői feladatokat, Votisky Zsuzsa 2018 januári halála óta pedig ő vezeti tovább a kiadót. A kiadó jelenlegi főszerkesztője Balázs Péter, kereskedelmi vezetője Jamrik Edina.

## Technológiai háttér
A Typotex megalakulásától fogva a Donald Knuth által kifejlesztett TeX leíró nyelvre és az azon alapuló LaTeX rendszerre építette technológiai hátterét. Arra biztatja szerzőit, hogy eleve LaTeX formátumban nyújtsák be kézirataikat, és az utómunkálatok egyszerűsítése céljából stíluslapokat bocsát a szerzők rendelkezésére.

## Projektek
- Bábelmátrix
- Magyarul Bábelben
- Interkönyv
- Matematikai animációk
- Olvasók Boltja
- TeX és LaTeX

## Bábelmátrix
A hagyományos kiadói munkában és az elektronikus tartalomszolgáltatásban szerzett tapasztalatokra építve a kiadó útjára indította 2003-ban az európai dimenziójú Babel Web Antológia/Bábelmátrix projektet. A Bábel Web Antológia célja, hogy a felhasználók saját nyelvükön kapjanak ízelítőt a világ különböző országainak irodalmából. Betekintést nyújt a különböző irodalmakba, és azok különféle nyelvű műfordításaiba, az eredeti művek és fordításaik párhuzamosan olvashatók.
A Babelmátrix egyik testvéroldala a Visegradliterature, a visegrádi országok irodalmi antológiája. A 2010-ben megnyitott site-on mintegy kétszáz klasszikus és kortárs szerző szövege található meg lengyel, cseh, szlovák és magyar nyelven. Az eredeti művekkel párhuzamosan olvashatók a műfordítások. Az oldal a szövegek mellett tartalmazza a szerzők életrajzát is, valamint angol és német nyelven egyes művek recepcióját is.
Másik testvéroldala a Magyarul Bábelben internetes fórum, amely a mátrix egy sorát és egy oszlopát bontja ki. Olyan web 2.0 alkalmazás, mely önkéntes szerkesztők, fordítók, szerzők számára nyílt meg. Gazdag válogatást ad a magyar nyelvű irodalom fordításaiból, illetve a magyarra fordított világirodalomból, és professzionális szerkesztők segítségével lehetőséget kínál arra, hogy a felhasználók e kereteken belül új (tisztázott jogú) műveket illetve (saját) műfordításokat tölthetnek fel.

## Az Interkönyv
A Typotex Elektronikus Könyvkiadó 2009 januárjában elektronikus publikálásba kezdett. Az Interkönyv honlapján aktuális és örökérvényű szakkönyvek, felsőfokú tankönyvek érhetők el elektronikus formában, amelyek mind egészben, mind külön fejezetenként is letölthetők PDF, EPUB és MOBI formátumban. A letöltött dokumentumok social DRM védelem alatt állnak. Az Interkönyv egyik legfontosabb technológiai eleme az a szoftver, mely a kézirat digitális verzióját szóhalmazzá alakítja és – a legújabb számítógépes nyelvészeti eredményeken alapuló módszerek használatával – lehetőséget ad a szövegen belüli intelligens keresésre. A szoftver a magyar nyelv morfológiájának ismeretében a szótövek szintjéig képes keresni a metaadatok között.

## Sorozatok
A Typotex számos kiadványát sorozatokba szervezve jelenteti meg:
- Alkalmazott fizika
- Alkalmazott matematika
- Az evolúciós gondolat
- Az informatika alkalmazásai
- Az informatika elmélete
- Az ökológiai gondolat
- Baccalaureus Scientiae
- Civil Szellem
- Claves ad Musicam
Zeneelméleti, zenetörténeti és zeneesztétikai munkák
- Életutak
- Elméleti fizika
- Elméleti matematika
- Értekezések a magyarországi latinság köréből
- Európai szövegek
- Gyorsuló tudomány
- Historia Mundi
- Képfilozófiák
- Kommunikációkutatás
- Magyar tudósok
- Principia Philosophiae Naturalis
- Radikális gondolkodók
- Science in Fiction
- Speciális matematika-tankönyvek
- Szokatlan szempontok
- Társadalmi kommunikáció
- Tehetségek példatára
- Test és lélek
- Tudomány & ...
- Tudomány tömören
- Typotex Világirodalom 
 Különleges, útkereső kortárs európai irodalom.
- Válogatott írások
A sorozatban megtalálhatók a hazai természettudós élgárda esszéi és publikációi. Mindegyik írás egyfajta hídverés a természettudományok felől a humán tudományok világa felé.

## Külső hivatkozások
- A Typotex Kiadó honlapja
- Olvasók Boltja, a Typotex Kiadó könyvesboltja
- Az Interkönyv honlapja
- Idézetek a Typotex Kiadó könyveiből